# T-24 (char)

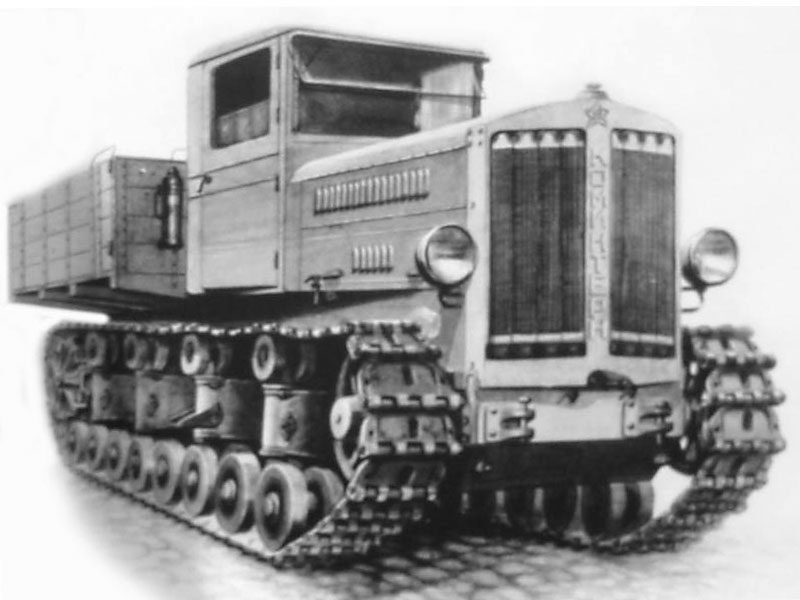
Tracteur d'artillerie Komintern

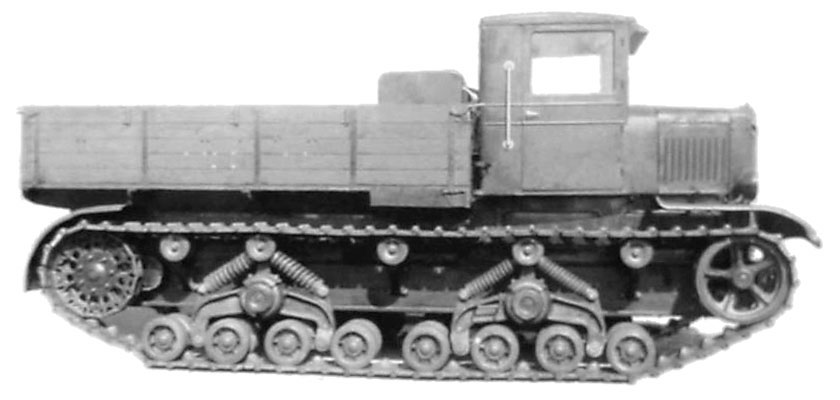
Tracteur d'artillerie lourd Voroshilovets

Le T-24 est un char moyen soviétique construit en 1931. Seules vingt-quatre[réf. nécessaire] unités furent construites et aucune d'entre elles ne participa à une quelconque bataille ou autre affrontement. Ce fut le premier char produit dans l'usine Malichev située en Ukraine, cette dernière étant à l'origine des fameux T-34 et T-54 soviétiques. La suspension à ressorts fut appliquée avec succès aux T-24 en Union soviétique. Ce système était en effet à l'origine destiné aux tracteurs d'artillerie.
L'armement principal du T-24 était un canon de 45 mm. Il possédait également trois mitrailleuses Degtiarev DP 28 de 7,62 mm. La première était encastrée dans la caisse du blindé, la deuxième dans la plaque frontale de la tourelle et la dernière dans tourelleau du chef de char. L'ensemble de ces armements faisait ainsi du T-24 un char moderne et bien équipé pour l'époque, mais ce dernier souffrait de problèmes au niveau du moteur et de la transmission, bien que, comme ses homologues, il restait riveté, l'industrie soviétique n'ayant pas encore suffisamment développé ses techniques de soudage à la baguette, sans même parler du soudage Paton. Des rivets se transformaient en projectiles mortels pour l'équipage en cas d'impact puissant contre le blindage, tare dont les chars italiens et britanniques souffriront aussi fortement. Un blindage moulé sera d'ailleurs préféré par les Britanniques pour nombre de leurs chars, à l'instar de beaucoup d'autres nations de l'époque. Une technique que l'industrie soviétique adoptera également dans un processus hybride soudage/moulage avec la tourelle T-34/76 modèle E de 1943, entièrement moulée par les usines Zavod chargées de sa production, ou des tourelles IS-2.